# Greatest Hits (Social Distortion)
Greatest Hits is het tweede verzamelalbum van de Amerikaanse punkband Social Distortion. Het album bevat de populairste nummers van alle studioalbums die de band op dat moment heeft uitgegeven, alsook nog niet eerder uitgegeven materiaal. Het werd uitgegeven op 25 juni 2007 op cd en als dubbel-elpee via het platenlabel Time Bomb Recordings.

## Nummers
Het album kent meerdere versies, waarvan er twee een bonustrack hebben: de Europese uitgave bevat de bonustrack "1945 (13th Floor)" en de iTunes-versie van het album heeft het nummer "Maybellene" als bonustrack. Dit laatstgenoemde nummer is een cover van Chuck Berry.
1. "Another State of Mind" (Mommy's Little Monster, 1983) - 2:38
2. "Mommy's Little Monster" (Mommy's Little Monster, 1983) - 3:31
3. "Prison Bound" (Prison Bound, 1988) - 5:23
4. "Story of My Life" (Social Distortion, 1990) - 5:46
5. "Ball and Chain" (Social Distortion, 1990) - 5:42
6. "Ring of Fire" (Social Distortion, 1990) - 3:52
7. "Bad Luck" (Somewhere Between Heaven and Hell, 1992) - 4:22
8. "When the Angels Sing" (White Light, White Heat, White Trash, 1996) - 4:16
9. "I Was Wrong" (White Light, White Heat, White Trash, 1996) - 3:57
10. "Reach for the Sky" (Sex, Love and Rock 'n' Roll, 2004) - 3:31
11. "Far Behind" (niet eerder uitgegeven) - 4:03

Europese versie
1. "1945 (13th Floor)" (1945, 1982) - 2:02

iTunes-versie
1. "Maybellene" (niet eerder uitgegeven) - 2:17

## Muzikanten
- Mike Ness - zang, gitaar
- Dennis Danell - gitaar (tracks 1-3)
- Brent Liles - basgitaar (tracks 1-2)
- Derek O'Brien - drums (tracks 1-2)
- John Maurer - basgitaar (tracks 3, 10)
- Christopher Reece - drums (track 3)
- Jonny Wickersham - gitaar (tracks 4-12)
- Charlie Quintana - drums (tracks 4-12)
- Brent Harding - basgitaar (tracks 4-9, 11-12)